# Tu mourras moins bête...
Tu mourras moins bête... és un còmic digital humorístic de Marion Montaigne creat el 2008. La sèrie es va començar a publicar en forma d'àlbum per Ankama Editions a partir del 2011 i Delcourt el 2014. L'any 2016, el còmic va ser adaptat a una sèrie animada emesa pel canal Arte.

## Argument
A través dels personatges de la professora Moustache i de la seva ajudant Nathanaëlle (el gènere dels personatges no és clar, són dones encara que la professora tingui bigoti, i a la sèrie animada tinguin veus masculines), el còmic respon amb humor a les preguntes científiques que els falsos lectors envien per correu, tot intentant ser el més rigorós científicament possible. Cada article va acompanyat d'una bibliografia on es detallen les fonts que van inspirar l'autor. Les manifestacions estan salpebrades amb referències a la cultura popular (El Senyor dels Anells, Terminator, Retorn al futur, CSI , etc.) i a diversos personatges públics (els germans Bogdanov, David Hasselhoff, Bernard Henri-Lévy, etc.).
Marion Montaigne és sovint convidada per científics i alguns dels seus articles són informes de visites realitzades a institucions: l'Observatori de París, la Universitat Pierre i Marie Curie o el Centre National d'Études Spatiales.

## Premis
2013: Premi del Públic al Festival del Còmic d'Angulema pel segon volum Quoi de neuf, docteur Moustache?